# Ptychadena uzungwensis
Ptychadena uzungwensis es una especie  de anfibios de la familia Ptychadenidae.

## Distribución geográfica
Se encuentra en el norte de Angola, Burundi, República Democrática del Congo, Gabón, Malaui, Mozambique, Ruanda, norte de Sudáfrica, Tanzania, Zambia y Zimbabue.